# Musques
Musques (oficialmente en euskera: Muskiz) es un municipio del territorio histórico de Vizcaya, País Vasco (España). Forma parte de la comarca del Gran Bilbao y de la subcomarca de la Zona Minera. Sin embargo, desde una perspectiva histórica, el antiguo concejo formó parte del Valle de Somorrostro, entidad desaparecida en 1805 y que constituía una de las diez repúblicas en las que se dividían Las Encartaciones a diferencia de la Tierra Llana de Vizcaya.

## Geografía
Integrado en la comarca de Gran Bilbao, la capital del municipio, San Juan de Musques, se sitúa a 20 kilómetros de la capital vizcaína. 
El municipio se enclava en el valle de Somorrostro, formado por el río Mayor o Barbadún, que desemboca en el mar Cantábrico a su paso por el barrio de Pobeña, ya convertido en ría del Barbadún. La playa de la Arena está compartida con el municipio de Ciérvana. Entre los montes de Musques, el pico Mello alcanza la máxima altura (629 m) al suroeste del municipio. Otros picos importantes son Peña Corbera (358 m) y pico Rebollinar (355 m). La altitud oscila entre los 629 metros al suroeste y el nivel del mar. La capital del municipio, San Juan, se alza a 21 metros sobre el nivel del mar. 
En el municipio se localiza un espacio natural protegido, la ría del Barbadún, designada ZEC (Zona de Especial Conservación) en la Red Natura 2000.
| Noroeste: Castro-Urdiales (Cantabria) | Norte: Mar Cantábrico | Nordeste: Ciérvana         |
| Oeste: Castro-Urdiales (Cantabria)    |                       | Este: Abanto y Ciérvana    |
| Suroeste: Galdames                    | Sur: Galdames         | Sureste: Abanto y Ciérvana |

## Historia

### Antigüedad
En el siglo I el geógrafo romano Plinio el Viejo escribió en su Historia Natural que de todos los metales la más larga vena es la de hierro. En la parte de Cantabria que baña el mar, hay un monte asperísimamente alto, todo de esta materia, cosa increíble. La interpretación más plausible de este texto es que los romanos conocieran perfectamente la existencia de la enorme veta de mineral de hierro del monte Triano que se extendía por la actualmente denominada Zona Minera de Vizcaya, entre Baracaldo y Somorrostro.
Pese a esta referencia bibliográfica y a que existe certeza de que los romanos explotaron ya las minas de hierro de la zona y a la presencia en las cercanías de una colonia romana, la de Flavióbriga (Castro-Urdiales), existen escasas evidencias de presencia romana en la ría del Barbadún y en el territorio de Somorrostro.

### Edad Media

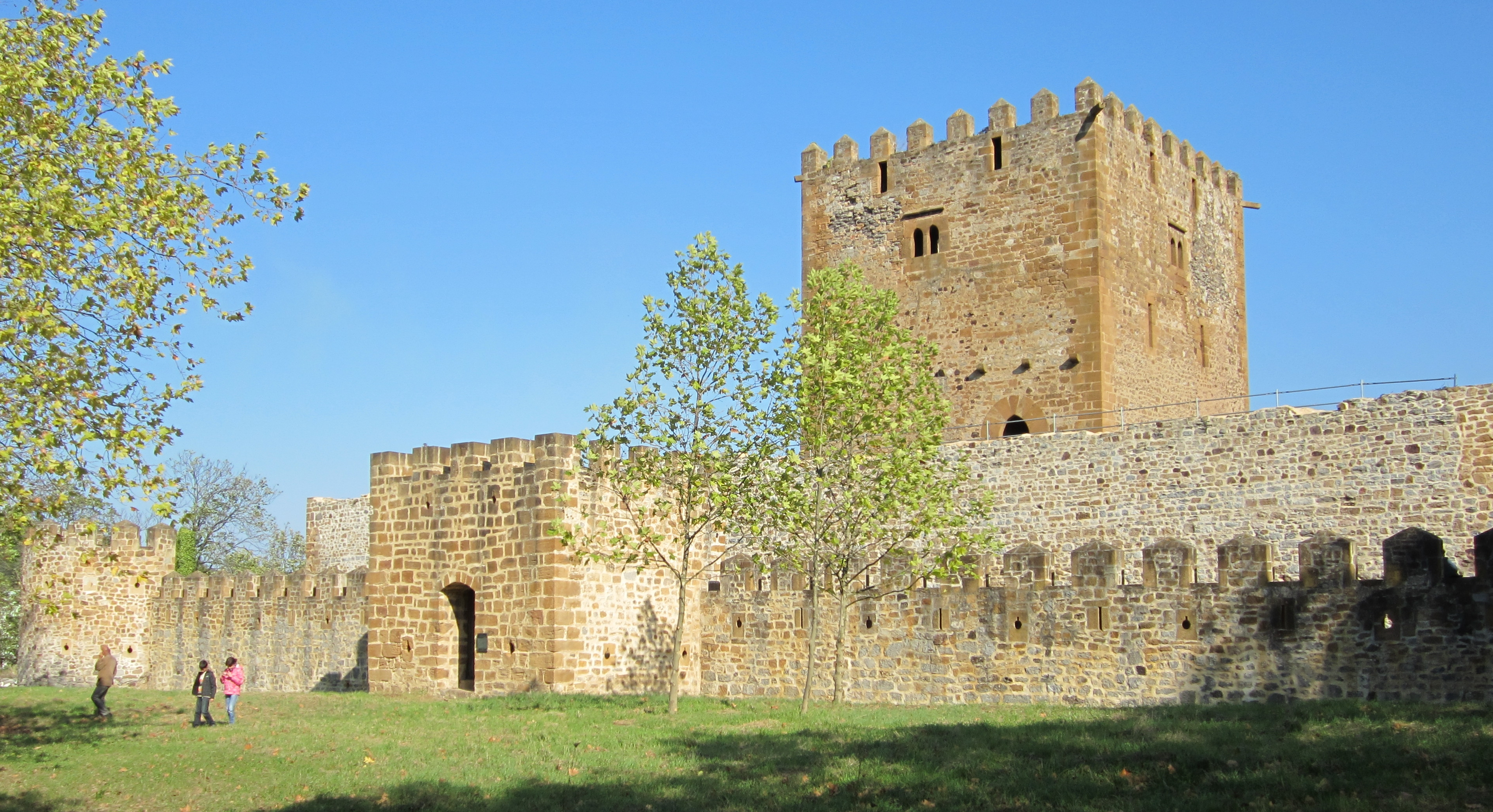
Castillo de Muñatones

Hasta el s. IX hay un gran vacío documental. En la crónica de Alfonso III (c. 880) se informa que su antecesor Alfonso I repobló Carranza y Sopuerta. El primer documento escrito en el que se cita al valle de Somorrostro, del que Musques es sólo una parte, está fechado en 1068. Al parecer el proceso de aculturación romano no llegó a cambiar los usos y las costumbres de la población indígena gentilicia, que siguió explotando los recursos agrícolas y ganaderos de unos dominios mal definidos territorialmente.

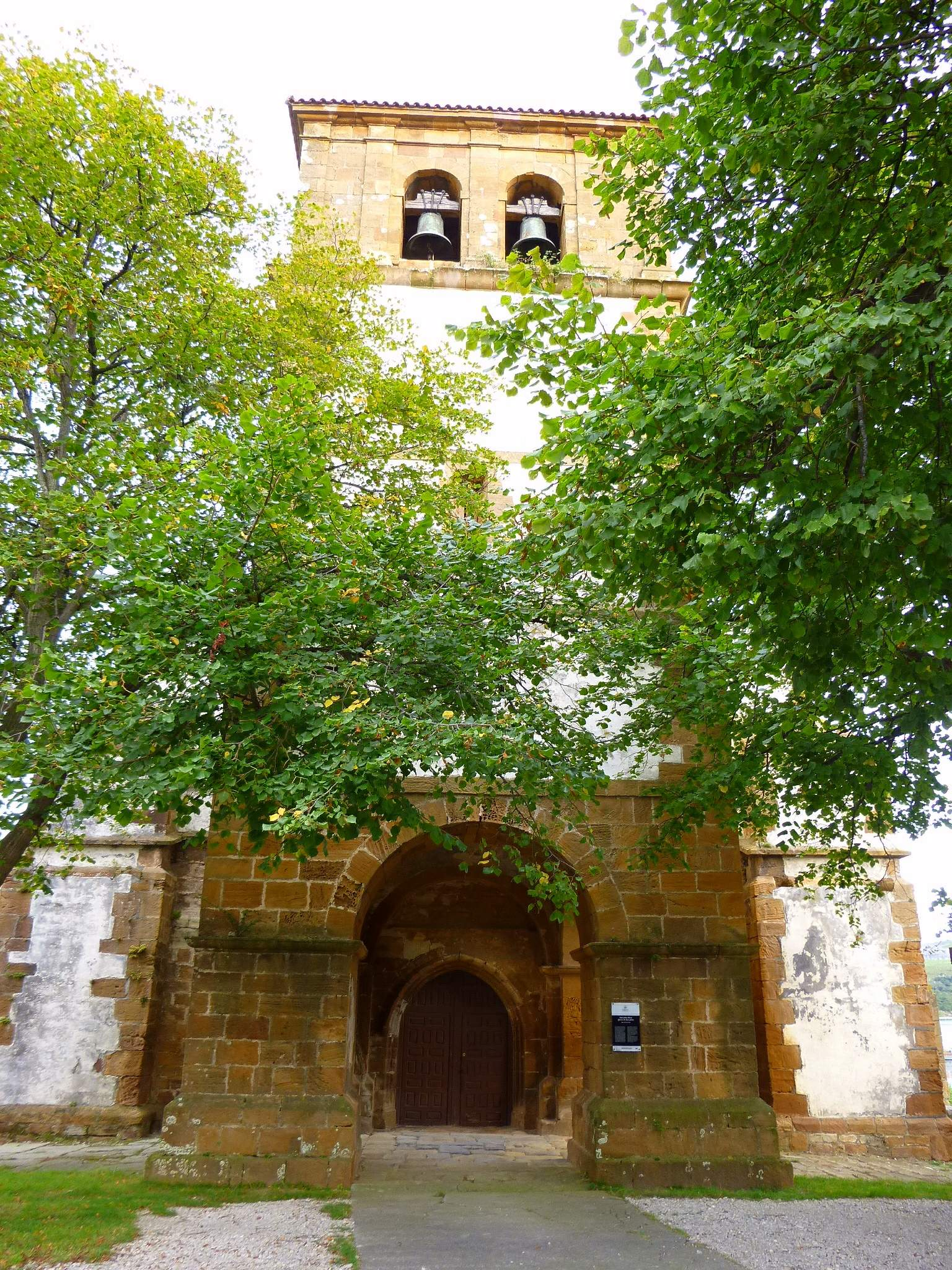
Iglesia de San Julián, en el barrio de San Juan

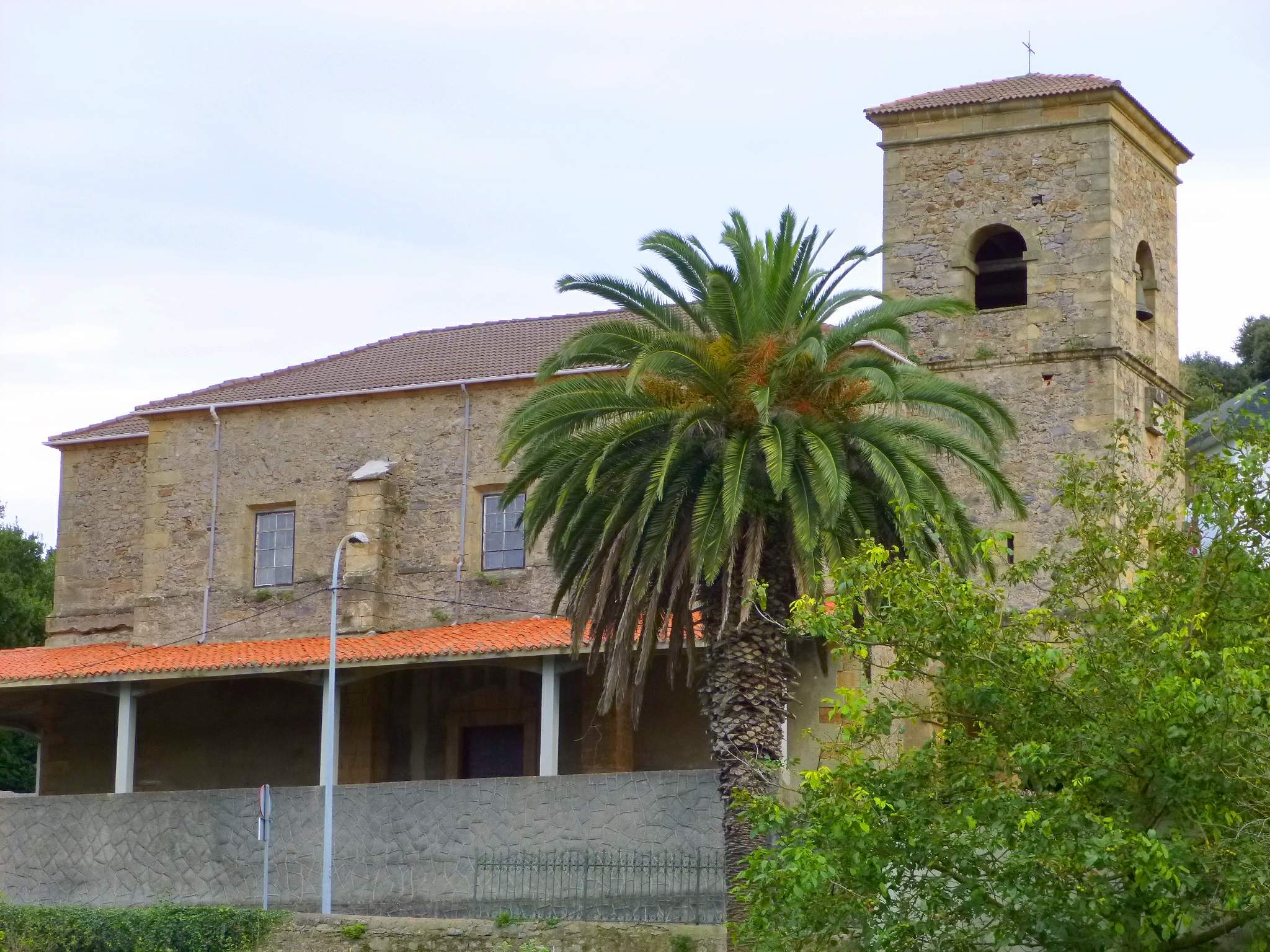
Iglesia de San Nicolás de Bari, en Pobeña

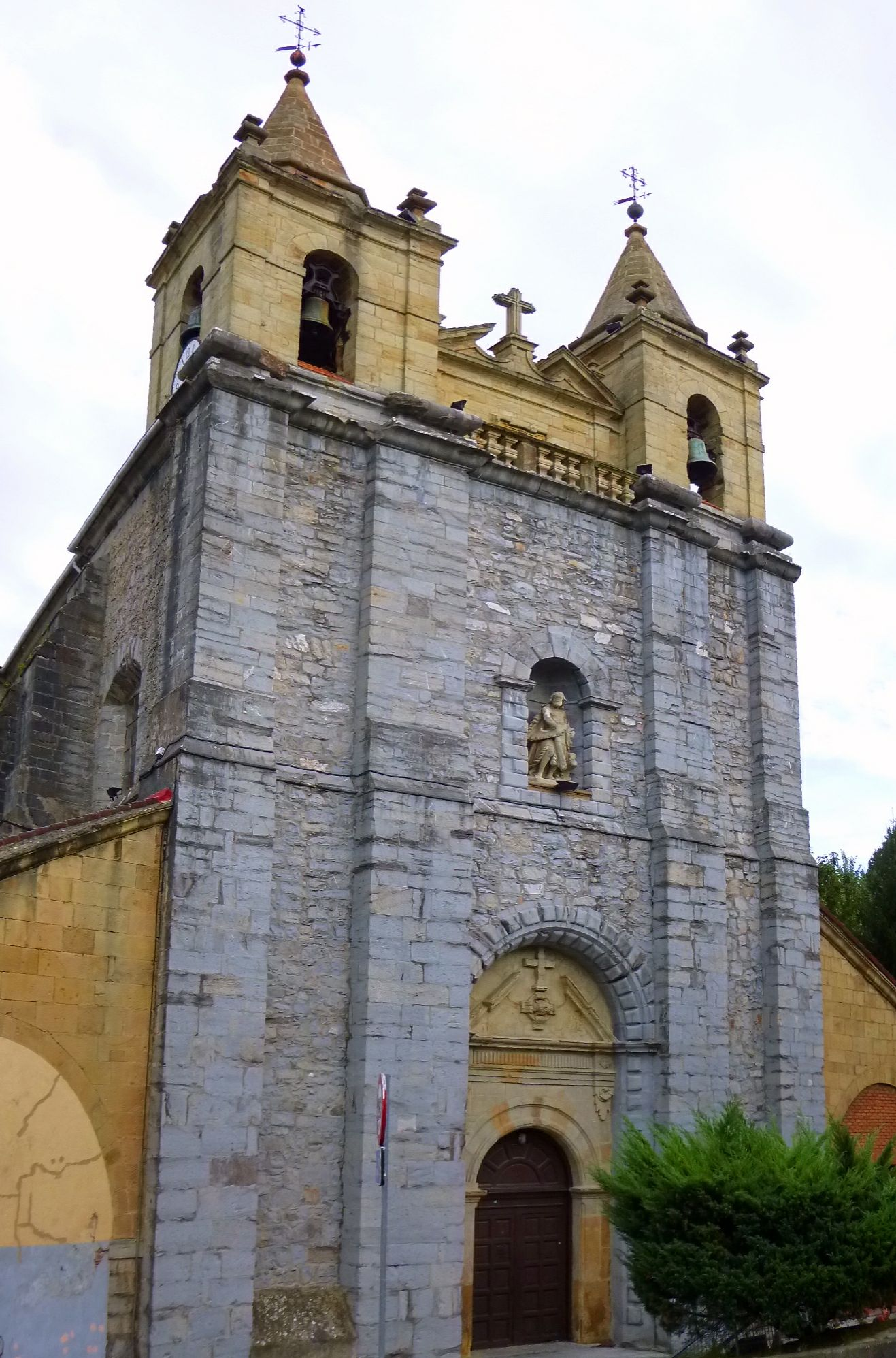
Iglesia de San Julián

Con la difusión del cristianismo aparece un nuevo elemento de referencia económico y social: la iglesia. Las iglesias se generalizan a partir del siglo XI y entre las más antiguas de la zona hay que señalar las de Santa M.ª de Pobeña y la de la Cerrada de Ranes, en Cardeo (Ciérvana). En el siglo XIII Diego López de Haro, el bueno, señor de Vizcaya, donará en 1212 a Sancho Ortiz Marroquín de Montehermoso varias iglesias del valle de Somorrostro. Entre ellas, el patronato sobre la iglesia de San Julián de Musques y el derecho de aduana sobre los minerales que salían a través de la ría de Barbadún a Sancho Ortiz Marroquín. 
Así, la aparición de Musques en la historia se produce en la Edad Media cuando se erige la parroquia de San Julián de Musques, en torno a cuya jurisdicción se creará el concejo de San Julián de Musques. No obstante, hasta el siglo XX se seguirá empleando indistintamente San Julián de Musques o, por asociación o erróneo conocimiento toponímico, Somorrostro para designar al término municipal de Musques.
En este sentido, el actual municipio de Musques era antiguamente parte del denominado Valle de Somorrostro de Las Encartaciones, que estaba dividido en siete concejos y en dos partes: la más occidental o de los Cuatro Concejos y la más oriental o de los Tres Concejos. San Julián de Musques era sólo uno de los cuatro concejos de Somorrostro, siendo además el más occidental de todos ellos, ya en el límite del Señorío de Vizcaya. 
En su origen, Musques fue una tierra de señores feudales y casas-torre. 
En el siglo XIV, gracias a Lope García de Salazar, tenemos información sobre los acontecimientos de la Vizcaya bajomedieval pues en su libro “Bienandanzas e Fortunas” se recogen los hechos más destacados de aquellos conflictos entre bandos. La familia Salazar, a la que pertenecía el cronista, ostentó el control del valle de Somorrostro desde el Castillo de Muñatones. Esta familia se estableció en Musques al emparentar, hacia 1256, con la de Muñatones. Al igual que otros parientes mayores, esta familia era propietaria de tierras y hombres, gozaba de rentas, disfrutaba de exención tributaria y sometía a su autoridad a los habitantes de la zona de influencia.
La proliferación de torres en Musques está determinada por el asentamiento de los Salazar en Muñatones, quienes, controlando el territorio desde su solar, instalan a sus parientes en los diferentes barrios del municipio: Pobeña, Montaño, Memerea, San Julián, Santelices, La Rigada. Estas casas torre eran auténticos centros de explotación y administración de los recursos del entorno. La construcción más significativa de aquel período es el castillo de Muñatones.
El castillo de Muñatones, en la vega del Barbadún, fue construido por Juan López de Salazar hacia 1260. Esta casa-torre sería reedificada en el siglo XV y aún hoy en día se conserva en buen estado. Otro miembro de la familia, Lope García de Salazar escribiría estando preso en este mismo castillo la obra Bienandanzas y Fortunas, que relata las guerras banderizas medievales en Vizcaya. El mayorazgo personal de Lope García de Salazar en Musques eran sus torres de San Martín de Muñatones y Santelices, la ferrería de El Pobal y de El Arenao, esta última en Galdames, y las aceñas de la Puente y Fresnedo. Aparte de estos beneficios, cobraba rentas adicionales, provenientes del tráfico del mineral de hierro (70.000 maravedíes anuales), el prebostazgo de la villa de Portugalete y los peajes de los puertos de San Martín en Musques (hoy desaparecido) y Portugalete.
Además de los Salazar, otros linajes banderizos edificaron sus casa-torre en el territorio de Musques: los Salcedo, Marroquines, Puchetas, Santelices o Bañales. La tradición cuenta que llegó a haber 17 casas-torre en el territorio de Somorrostro distribuidas por los numerosos barrios y lugares de población del municipio.

### Edad Moderna

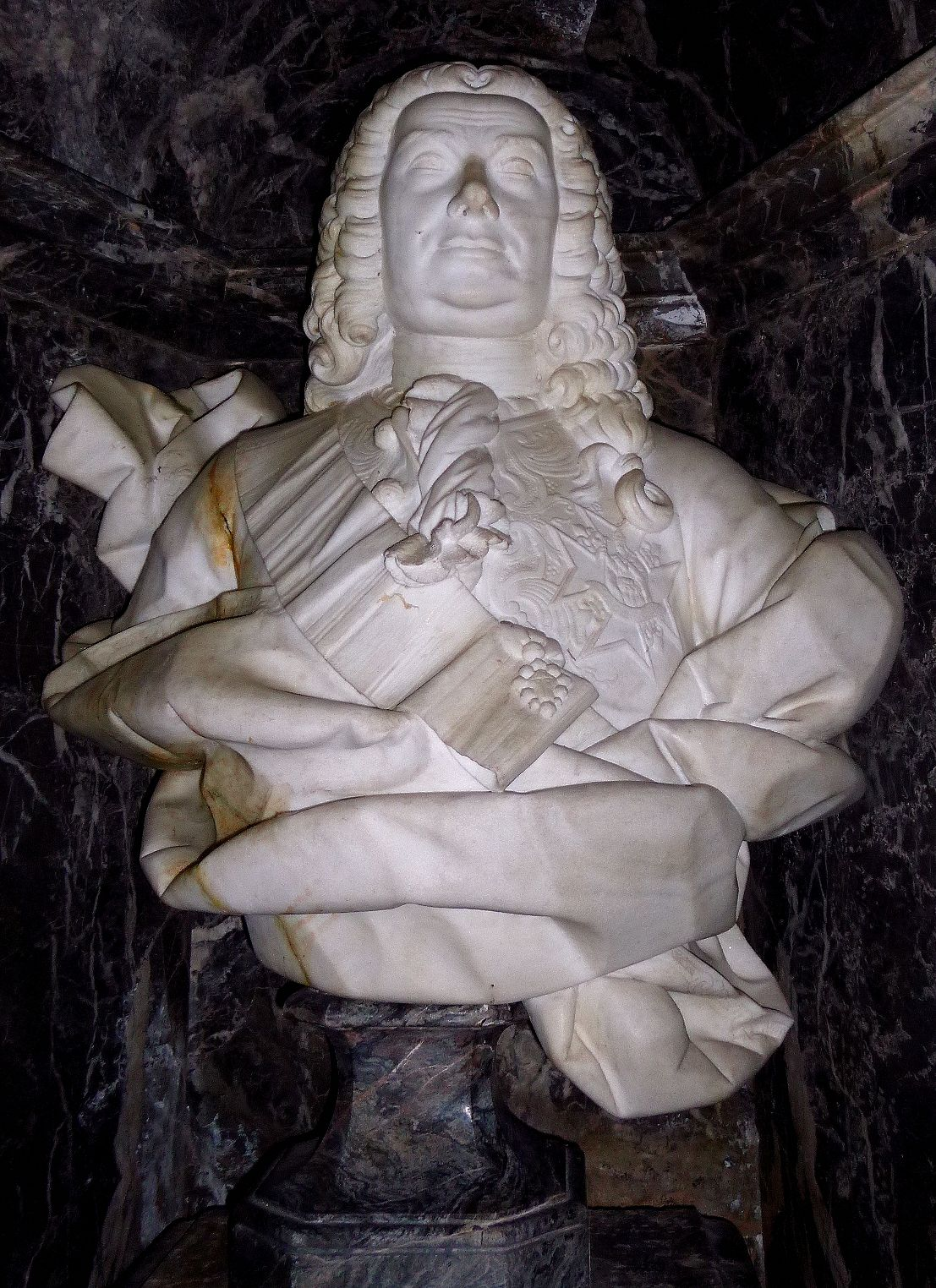
Busto de Sebastián de la Cuadra y Llarena, primer marqués de Villarías, en la Iglesia de San Juan Bautista

En el siglo XVI la industria siderúrgica se transforma gracias a la implantación de la fuerza hidráulica y a la utilización del martinete. El mineral de las ferrerías vizcaínas procedía del valle de Somorrostro, de donde era transportado por vía marítima o terrestre. La importancia del mar y del río es fundamental para el concejo ya que además sirven para transportar alimentos. Muchos vecinos de Musques se dedican en este momento a la construcción naval y a actividades marineras: marineros, pilotos, mareantes. La cofradía de San Nicolás agrupaba al gremio de mareantes.
En el siglo XVII, gracias a la actividad comercial relacionada con el hierro, algunas familias acrecentaron su patrimonio. D. Simón de la Quadra llegó a poseer dos ferrerías (El Pobal y Bilotxi), adquirió terrenos y repobló bosques. Gracias a sus negocios se convirtió en el hombre más poderoso del concejo, trasladando el centro de poder de San Martín de Muñatones a su residencia “La Puente”, junto al viejo astillero de San Juan. El concejo estaba dividido en 5 cuadrillas o regimientos: La Rigada, El Valle, Memerea, Musques y Pobeña, gobernadas por regidores que se reunían en junta en el puesto de El Crucero.
Se puede considerar al siglo XVIII como el siglo de oro del concejo. La entrada de los Borbones favoreció la llegada al poder de una nueva clase burocrática que con el tiempo llegó a ennoblecerse. Un representante de esta burocracia es D. Sebastián de la Quadra y Llarena, quien bajo el reinado de Felipe V, ostentó el cargo de Secretario de Estado y del Despacho de Estado (1736-1746). Como reconocimiento a sus servicios el rey concedió el título de primer marqués de Villarías. Desde su privilegiada posición favoreció los intereses familiares, llevando su postura a enfrentar a las Encartaciones con el Señorío de Vizcaya por el control sobre el transporte y la venta de hierro.

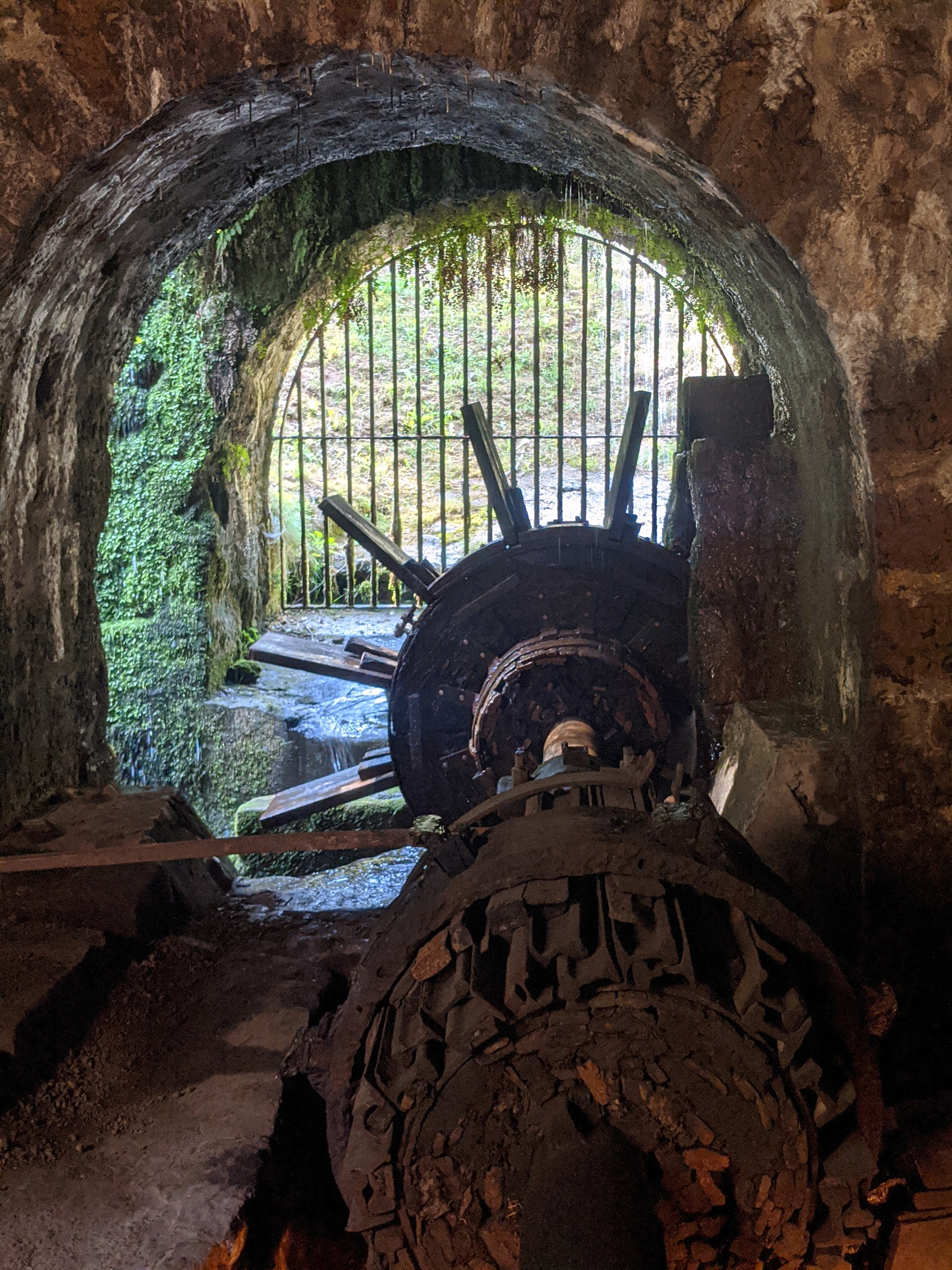
Ferrería El Pobal

La población del Concejo rondaría entre los 900 y 1000 habitantes. Las principales ocupaciones económicas eran las relacionadas con el mineral de hierro (ferrones, carboneros, rementeros, carreteros) cuyo punto de referencia eran las ferrerías (Bilotxi, el Pobal…) y el transporte marítimo, con centro en Pobeña, en donde se asientan y enriquecen familias dedicadas al comercio. Gracias a este comercio se acumuló el capital necesario para la construcción de casas palaciegas. La situación económica favorable también se refleja en las obras de infraestructura urbana: construcción de un nuevo puente, nuevas iglesias de San Juan (por dos veces) y Pobeña.

### Edad Contemporánea
Dos son los acontecimientos más relevantes del siglo XIX en la historia de Musques: el desarrollo de las guerras carlistas, con los consiguientes cambios administrativos y jurídicos, y el “boom” minero que cambió por completo la fisonomía del pueblo. A la victoria de los liberales en la primera guerra carlista le sucedieron una serie de cambios en la legislación que afectaron a la administración del valle de Somorrostro. Así, en 1841 se promulgó la “Ley de Ayuntamientos del Reino” que supuso la constitución de nuevos ayuntamientos en los anteriores concejos del valle, surgiendo el de San Julián de Musques. La inestabilidad política del estado desencadenó una nueva guerra a partir de 1873. Musques y Abanto fueron escenario de grandes batallas pues tanto carlistas como liberales consideraban su control fundamental para dominar Bilbao. Hasta tres veces se enfrentaron las tropas entre sí en lo que se conocen como las batallas de Somorrostro. La población civil sufrió los embates de la guerra, pues entre otras acciones se decidió el bombardeo de San Juan. La Proclama de Somorrostro (13-III-1876) preconizó la nueva unidad constitucional de España (fijada en la Constitución de junio de ese año) y supuso la abolición del foralismo vasco.

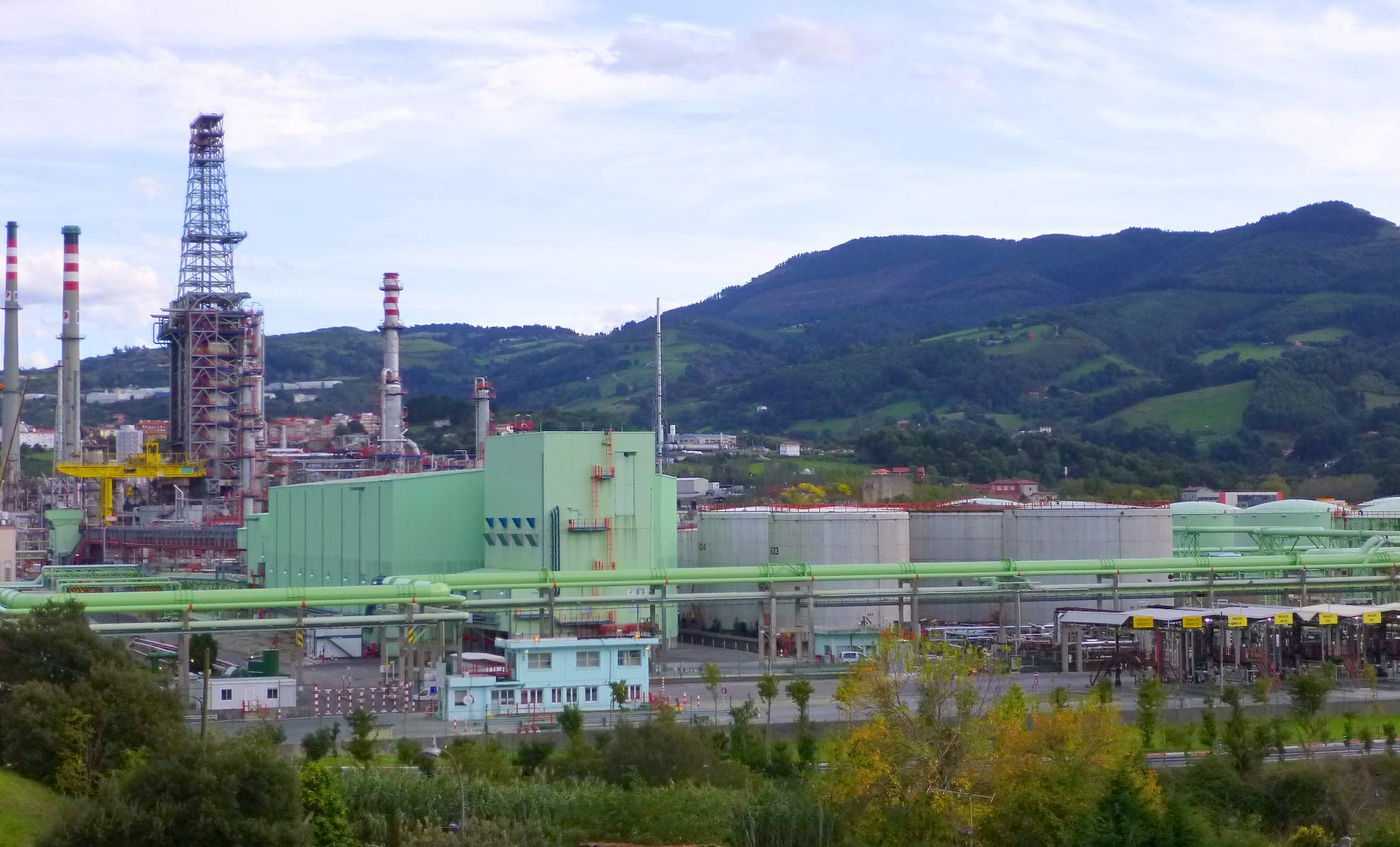
Refinería de Somorrostro, operada por Petronor

En la economía, sería crucial la presencia del mineral de hierro. Hasta mediados del XIX la propiedad de las minas era comunal, siendo los naturales de las Encartaciones libres de arrancar mineral donde y cuando quisiesen, siempre que no perjudicasen a un tercero. Este marco legislativo propició la multiplicación de explotaciones, que eran abandonadas cuando surgían las primeras dificultades de extracción. Por proximidad geográfica y privilegios la extracción de hierro era realizada sobre todo por los vecinos de los siete concejos de Somorrostro.
La abolición foral permitiendo la extracción y exportación del hierro en bruto, la localización geográfica del mineral, que favorecía su transporte por mar, y los adelantos técnicos favorecieron el desarrollo de una explotación intensa de las minas. Los capitales autóctonos y foráneos confluyen en busca de un alto y rápido beneficio. En 1859 se tiene constancia de la primera mina del pueblo, y a partir de 1868 cuatro más. Musques, con Bilbao, cuenta con el mayor número de propietarios extranjeros (Alfred Edwards, Triano Iron Ore, Mac Lennan, etc). Paralelamente al cambio de legislación y apropiación de las minas Musques fue transformándose: se construyen ferrocarriles, planos inclinados, lavaderos de mineral o tranvías aéreos para el transporte del mineral.

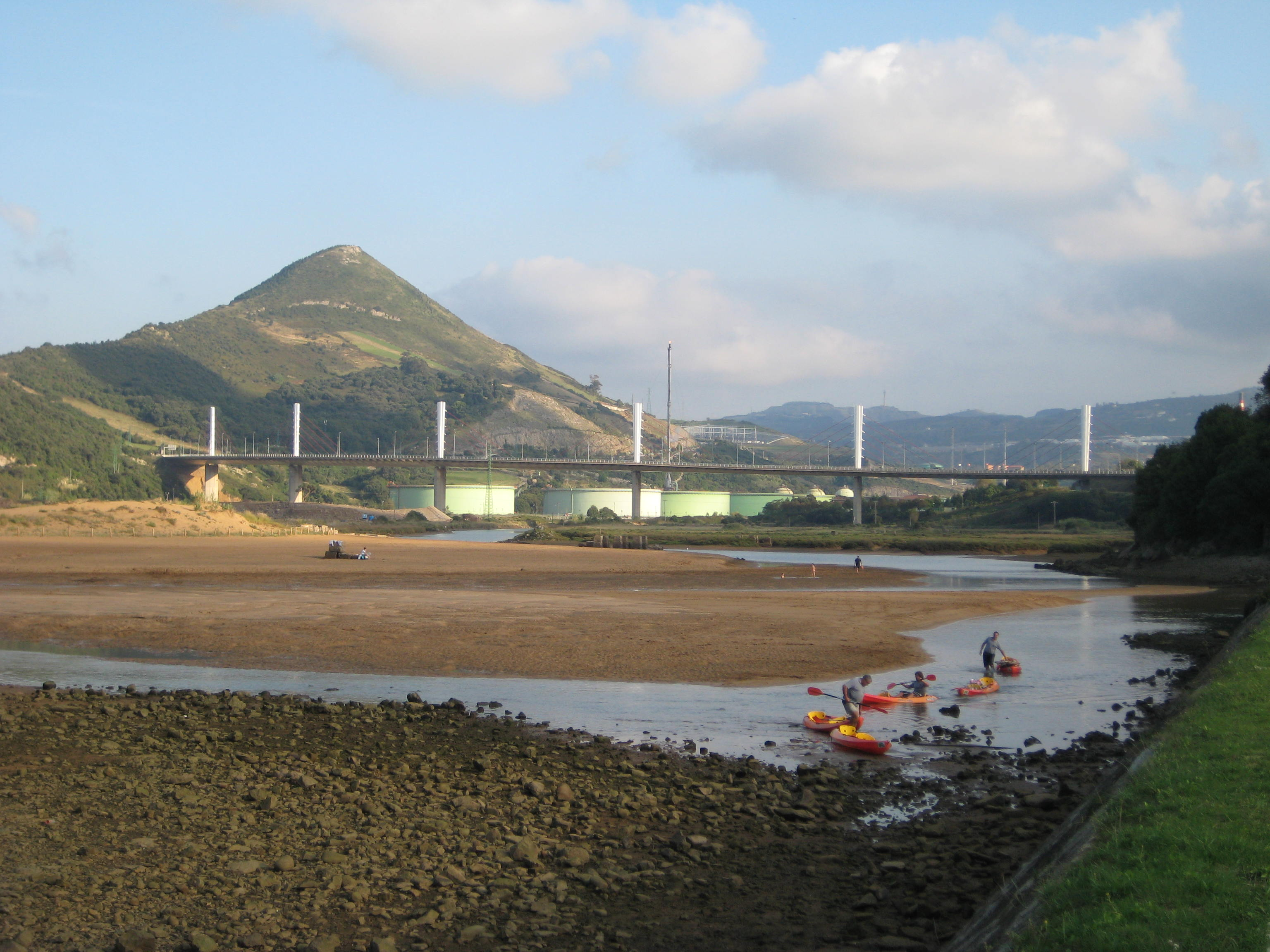
Ría del Barbadún, Musques, lugar designado Zona de Especial Conservación Natura 2000

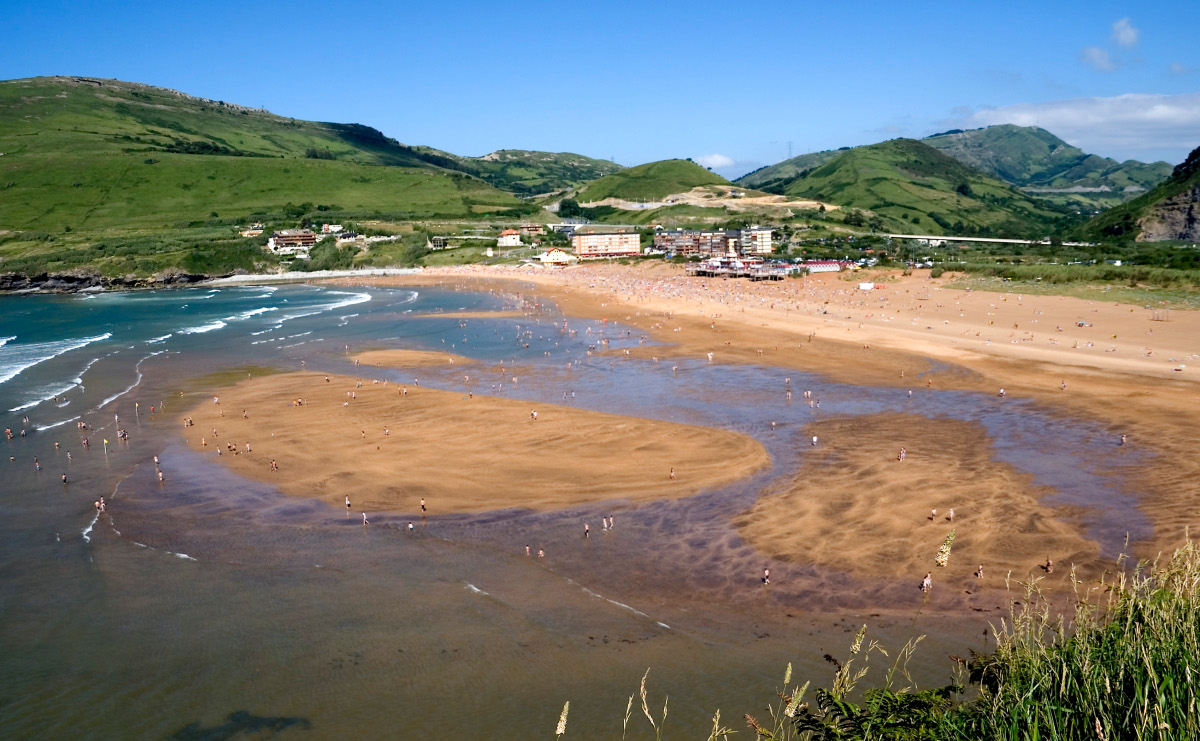
Playa de Arena, en Pobeña

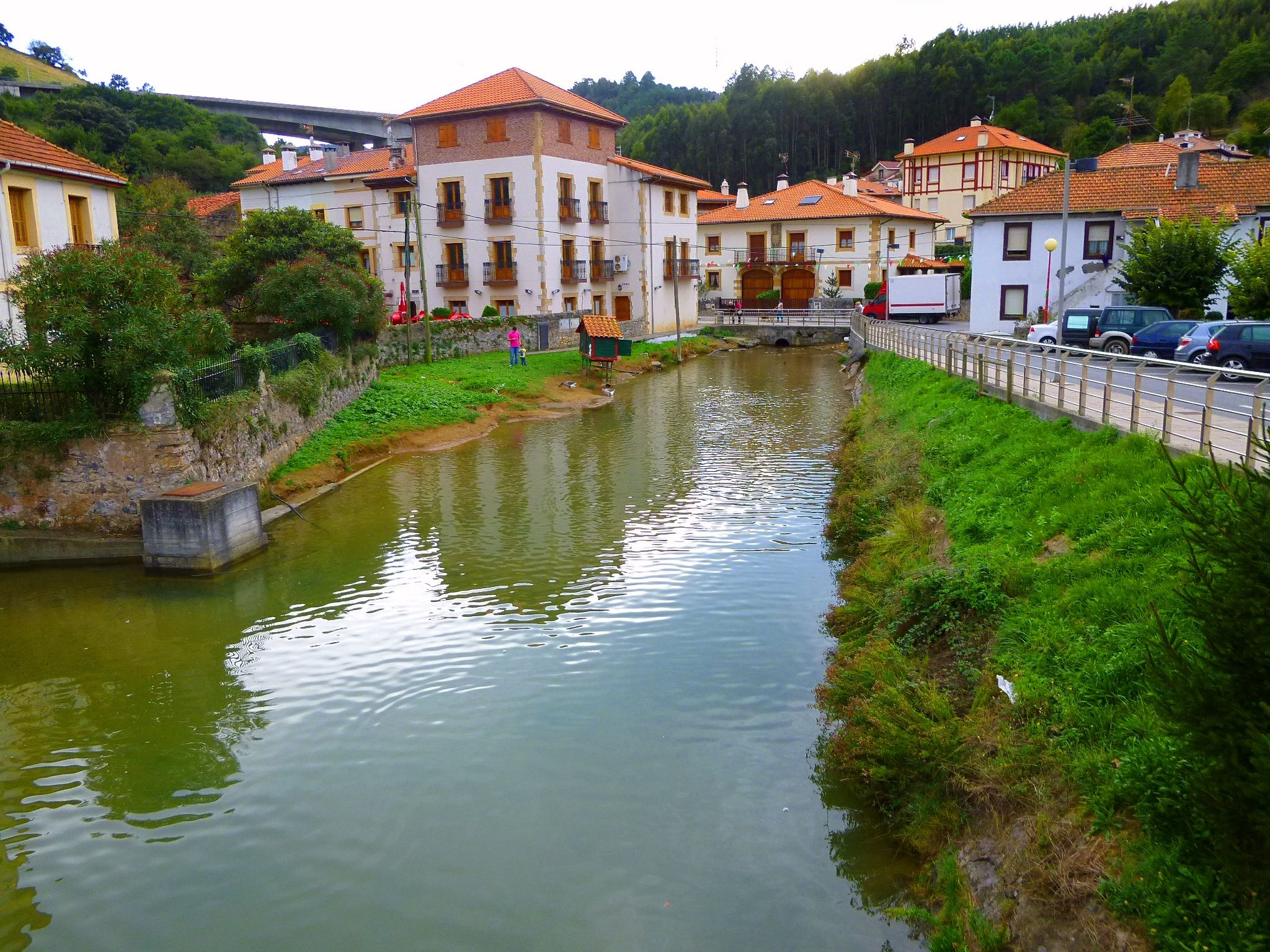
Pobeña

La intensificación de la explotación minera, sobre todo desde finales de las guerras carlistas, generó una intensa inmigración. El crecimiento desmesurado de la población, la falta de una infraestructura mínima, las pésimas condiciones higiénicas y las injustas condiciones laborales favorecieron la aparición de un descontento social que se canalizó y organizó a través de las sindicatos y partidos políticos.
En la Guerra civil española, el Gobierno republicano y el Gobierno autónomo de Euzkadi mantuvieron el control en 1936 sobre Musques hasta julio de 1937. En Somorrostro se estableció un aeródromo. 
En 1937, las tropas sublevadas avanzaron por Vizcaya desde el Sur y desde el Este. Musques fue bombardeado (con toneladas de bombas explosivas e incendiarias) y ametrallado por la Legión Cóndor, por bombarderos italianos y por cazas de la aviación sublevada el 5, el 14 el 16, el 27, el 30 de junio, y el 1 y 2 de julio por la aviación sublevada. 
Una vez llegaron las tropas del bando nacional, el 8 de julio una patrulla de la aviación republicana realizó un vuelo de reconocimiento y bombardeo sobre el monte de Pobeña y la carretera de San Julián de Musques.
El 18 de julio una patrulla de aviones republicanos efectuó un vuelo de reconocimiento y bombardeo por varias zonas de Cantabria, Vizcaya y burgos, llegando hasta Somorrostro. 

## Demografía
Musques cuenta con una población de 7361 habitantes (INE 2024).
| Gráfica de evolución demográfica de Musques entre 1842 y 2021 |
| |
| Población de derecho según los censos de población del INE Población de hecho según los censos de población del INEEn este censo se denominaba Muzquiz: 1842 En estos censos se denominaba Músques o Múzquiz: 1857 y 1860 En estos censos se denominaba Musques: 1877, 1897, 1900, 1910, 1920, 1930, 1940, 1950, 1960, 1970 y 1981 En este censo se denominaba Musques o San Juan de Somorrostro: 1887 |

### Transporte y comunicaciones

#### Carretera
- A-8   E-70 : Autovía del Cantábrico
- BI-734  : Irún - Santiago de Compostela, entre los pK 132 y 136
- BI-2701 : permite la comunicación con el municipio de Sopuerta a través del valle de Somorrostro.
- BI-3794 : se dirige hacia la playa de La Arena.
- BI-3795 : se dirige hacia la localidad de Pobeña.

#### Autobús
Líneas Bizkaibus:
- A2336 Musques - UPV
- A3321 Portugalete - Musques
- A3323 Portugalete - Galdames (domingos y festivos solo llegan o salen desde Musques)
- A3334 Santurce - Valmaseda (domingos y festivos solo llegan o salen desde Musques)
- A3335 Sestao - Musques
- A3336 Musques - Bilbao
- A3338 La Arena- Musques - Baracaldo - La Arenas
- A3339 Barakaldo - La Arena (solamente en verano)
- A3340 Musques - Abanto y Ciérvana - Bilbao (por autopista)

Otras líneas:
- VAC-220 Bilbao - Castro Urdiales (por N-634)

#### Ferrocarril
Renfe Cercanías Bilbao
- Bilbao-Abando - Musques. Estación de Musques.

## Administración y política

### Gobierno municipal
| Partido político                                              | 2023  | 2023  | 2023       | 2019  | 2019  | 2019       | 2015  | 2015  | 2015       | 2011  | 2011  | 2011       | 2007  | 2007  | 2007       |
| Partido político                                              | %     | Votos | Concejales | %     | Votos | Concejales | %     | Votos | Concejales | %     | Votos | Concejales | %     | Votos | Concejales |
| Partido Socialista de Euskadi-Euskadiko Ezkerra (PSE-EE PSOE) | 39,45 | 1604  | 6          | 31,62 | 1374  | 4          | 17,15 | 708   | 2          | 16,41 | 707   | 2          | 22,92 | 817   | 3          |
| Euzko Alderdi Jeltzalea-Partido Nacionalista Vasco (EAJ-PNV)  | 34,63 | 1408  | 5          | 37,50 | 1629  | 5          | 45,02 | 1859  | 6          | 34,18 | 1473  | 5          | 40,32 | 1437  | 6          |
| Euskal Herria Bildu (EH Bildu)-Bildu                          | 19,72 | 802   | 2          | 20,05 | 871   | 3          | 20,51 | 847   | 3          | —     | —     | —          | —     | —     | —          |
| Elkarrekin Podemos-Ezker Anitza-IU-Ezker Batua-Berdeak (EB-B) | 3,56  | 145   | 0          | 7,78  | 338   | 1          | —     | —     | —          | 1,79  | 77    | 0          | 3,56  | 127   | 0          |
| Partido Popular del País Vasco (PP)                           | 1,03  | 42    | 0          | 1,47  | 64    | 0          | 1,67  | 69    | 0          | 2,53  | 109   | 0          | 4,07  | 145   | 0          |
| Eusko Alkartasuna (EA)                                        | —     | —     | —          | —     | —     | —          | —     | —     | —          | 14,02 | 604   | 2          | 24,83 | 885   | 4          |
| Por Muskiz, Bai (XMKB)                                        | —     | —     | —          | —     | —     | —          | 13,59 | 561   | 2          | 11,21 | 483   | 1          | —     | —     | —          |
| BILTZEN                                                       | —     | —     | —          | —     | —     | —          | —     | —     | —          | 18,15 | 782   | 3          | —     | —     | —          |

### Organización territorial
Forman el municipio varios núcleos de población:
- El Covarón, 105 habitantes.
- La Rigada, 444 habitantes.
- Pobeña, 199 habitantes.
- San Juan de Somorrostro (oficialmente, San Juan de Musques) es la capitalidad del municipio (no confundir con Valle de Somorrostro) con 6430 habitantes.[9]
- San Julián de Musques (o, comúnmente, Musques), 264 habitantes.

Nota aclaratoria: San Julián de Musques fue la antigua capitalidad del concejo y origen del nombre de la localidad.
- Santelices, 250 habitantes.

## Fiestas
Fiesta Patronal de Musques: San Juan Bautista (24 de junio). Día Festivo.
Calendario festivo de los barrios:
- San Juan 24 de Junio
- Feria Agrícola-ganadera: tercer domingo de septiembre.
- Feria Caza y Pesca: septiembre.
- San Julián: primer fin de semana de enero.
- San Juan: Carnavales.
- El Covarón: 1 de mayo.
- La Glorieta: Primer fin de semana de julio
- Memerea: Santa M.ª Magdalena (22 de julio)
- La Rigada: Ntra. Señora y San Roque (15-17 de agosto)
- Pobeña: Virgen del Socorro (8 de septiembre)
- La Rabuda: septiembre.
- Pobeña: El Socorrillo (Primer domingo de octubre)